# Séisme de 1988 au Saguenay
Le séisme de 1988 au Saguenay est survenu le 25 novembre 1988 à 18 h 46 min 4 s heure locale (HNE), soit 23 h 46 min 4 s UTC. Il a atteint une magnitude de 6,0 sur l'échelle de Richter et une intensité maximale de VII sur l'échelle de Mercalli modifiée. Ses secousses ont été senties de Toronto jusqu'à Halifax en passant par New York et Washington. C'est le plus gros séisme de l'Est de l'Amérique du Nord mesuré au cours des cinquante dernières années,. Son épicentre se situant dans la réserve faunique des Laurentides, à 36 kilomètres de Chicoutimi, le Saguenay–Lac-Saint-Jean fut la région la plus touchée par le séisme.

## Causes
L'Est du Canada est une zone sismique importante. Cette sismicité provient des deux plaques continentales qui s'y rejoignent. Cependant, le tremblement de terre du Saguenay est survenu dans une zone relativement inactive. L'épicentre se situant à 75 km de la zone sismique de Charlevoix, il n'y a pas de failles clairement identifiées dans cette zone.
Il existe quelques hypothèses sur la cause du séisme. L'hypothèse principale est qu'il a été causé par un rebond de la croûte terrestre à la suite de son écrasement par les glaciers au cours de la dernière ère glaciaire. En effet, le sol se relève de quelques millimètres par siècle. Certains relevés ont indiqué des cicatrices de glissement de terrain souterrain dans les environs de l'épicentre. Des recherches ont été effectuées dans des lieux situés non loin de l'épicentre afin de trouver une cause possible à tout cela.
Il est très improbable que ce tremblement de terre ait été dû à la faille de Logan, une très ancienne faille de chevauchement qui se situe tout au long du fleuve Saint-Laurent et qui marque la limite des Appalaches.

## Géologie

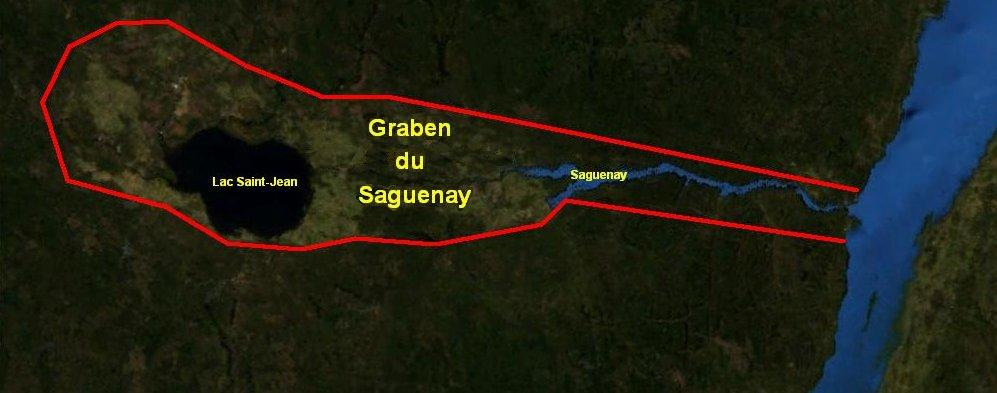
Le graben du Saguenay.

Le Saguenay–Lac-Saint-Jean se divise en trois grandes parties géologiques : le plateau laurentien, les basses terres et le fjord. 
Le plateau laurentien, aussi appelé le bouclier canadien, couvre la plus grande partie du territoire. Son altitude varie de 200 m à 1 100 m d'est en ouest. Les basses terres sont les sols inférieurs à 200 m d'altitude. Ceux-ci représentent la partie habitée du territoire, principalement composée d'argile et de sable et favorable à l'agriculture. Cependant, la stabilité du mélange sable-argile n'est pas élevée. La vigilance lors des constructions et des modifications du territoire doit être de mise. Ce serait d'ailleurs une des causes du glissement de terrain de Saint-Jean-Vianney. La dernière fraction du territoire est le fjord. Un fjord est une vallée assez profonde qui a été creusé par la retraite des glaciers. Quand ceux-ci ont disparu, l'espace laissé s'est rempli d'eau. Le fjord du Saguenay s'étend sur plus de 100 km, à partir des plaines jusqu'au fleuve Saint-Laurent.  
Une caractéristique importante du Saguenay est qu'il est composé d'un graben, le graben du Saguenay. Un graben est un fossé créé par l'effondrement ou l'affaissement de plaques tectoniques. Le graben du Saguenay s'est formé grâce à une profonde déchirure du Bouclier Canadien. Le paysage a ainsi été sculpté par l'érosion glaciaire et les mouvements tectoniques. Le graben du Saguenay est entouré des monts Valin au nord et par la réserve faunique des Laurentides au sud. Long de 250 km et large de 50 km,, c'est dans cette zone que se trouve la plus grande partie de la population du Saguenay Lac-Saint-Jean. 

## Déroulement

### Avant
Il y a eu un précurseur (en) au tremblement. Celui-ci a eu lieu dans la nuit du 23 novembre à 04h11 HNE. Il était d'une magnitude de 4,8 et de profondeur semblable à celui du 25 novembre, soit environ 28 km. Plusieurs personnes ont ressenti la secousse. Le lendemain matin, deux sismologues, Maurice Lamontagne et Robert Wetmiller, ont été envoyés dans la réserve faunique des Laurentides par la Commission Géologique du Canada (CGC) pour aller étudier le phénomène de plus près. Le but était seulement de prendre quelques données pour des études. On ne croyait pas du tout que cette secousse était un précurseur. 

### Pendant
Les secousses ressenties ont une durée de dix secondes à une minute en fonction de l'endroit. Peu de dommages sont causés par le tremblement de terre. Aucun décès n'y est attribué. 
Le Saguenay est la région principalement touchée par le séisme mais les secousses sont également ressenties dans les villes de Québec, Montréal et même jusqu'à Toronto, Halifax, New York et Washington. Les régions de Charlevoix et de la Mauricie sont celles où l'on ressent le plus fortement les secousses.  

### Après
Plusieurs répliques se sont fait sentir à la suite du séisme du 25 novembre, dont une réplique de magnitude 4,1 sur l'échelle de Richter. Cette réplique a eu lieu à 22 h 38 HNE. Il y a eu plus de vingt répliques dont les magnitudes variaient de 1,6 à 2,9. La profondeur de celles-ci était de 18 kilomètres à 27 kilomètres, au même endroit que l'épicentre. Les répliques ont duré jusqu'au 12 décembre 1988. 
À la suite des événements, plus de 350 000 usagers sont privés d'électricité à travers le Québec. Dans les jours qui suivent, des ingénieurs sont envoyés dans la région du Saguenay pour constater les dégâts sur les infrastructures, permettant ainsi de vérifier les effets du code national du bâtiment sur les règles en matière de construction d'édifices. Plusieurs sismologues se rendent également au Saguenay pour recueillir des données. En effet, le séisme attire des scientifiques de la CGC, du Lamont-Doherty Earth Observatory de l'université Columbia, d'Ottawa et de Californie. L'Université du Québec à Chicoutimi (UQAC) en profite pour étendre son réseau en ajoutant quatre stations sismographiques à celles qu'elle avait déjà. Le réseau de l'UQAC est opérationnel pendant environ un an et permet d'enregistrer 85 répliques.

## Instrumentation

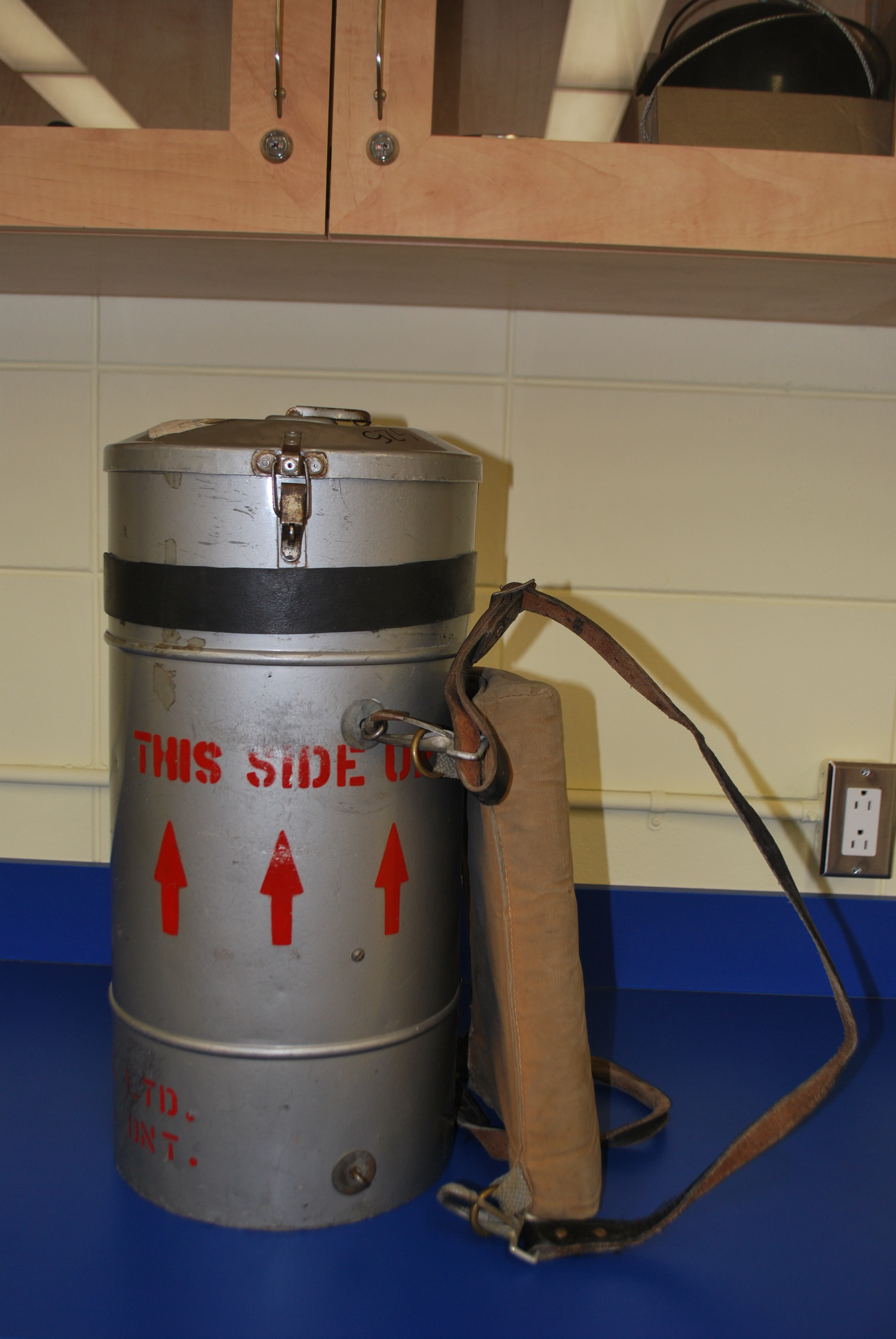
Gravimètre CG-2 de l'UQAC.

Tous les sites d'enregistrements sont situés sur de la roche dure sauf quelques-uns, plus récents, qui sont sur des émergences de colline dans des petits abris. Tous ces réseaux d'enregistrements sont équipés d'un accéléromètre triaxial. L'accéléromètre est de type photographique SMA-1 (Strong Motion Analyst) et comprend une horloge interne. L'accélérateur SMA est utilisé par les sismologues, les ingénieurs ainsi que les chercheurs afin étudier les tremblements de terre. Il permet de faire une analyse précises des secousses et donne des schémas clairs pour les études. Le niveau de déclenchement est de 0,5 % à 1 % de l'accélération gravitationnelle, c'est-à-dire que si de telles variations sont mesurées, l'enregistrement se déclenche automatiquement jusqu'à ce que tout revienne à la normale. Pour être certain que tous les appareils sont fonctionnels, chaque site est visité deux fois par an. La plus récente visite avant le tremblement de terre s'est faite en octobre et plusieurs tests avait été fait afin de s'assurer que tout était en norme. 
Dans la semaine du 28 novembre, cinq accéléromètres ont été ajoutés dans la région épicentrale, le plus loin était à 20 km de l'épicentre. Du 4 au 8 décembre 1988, tous les sites ont été visités afin de recueillir les données. Le tremblement principal du 25 novembre a fait déclencher 12 unités, aucune des répliques n'a fait déclencher d'enregistrements.

## Dégâts
Malgré une magnitude de 6 sur l'échelle de Richter, le tremblement de terre de 1988 a causé peu de dommages matériels et aucune perte de vie ne lui est attribué. Toutefois, cet évènement a permis de mettre en évidence la fragilité de certains édifices ainsi que la sensibilité des chaussées aux mouvements de terrain. Les  dégâts observés se trouvent plus particulièrement à Chicoutimi, La Baie, Québec et Montréal. Malgré le fait que les dommages étaient mineurs, les coûts reliés à ceux-ci sont tout de même estimés de 10 à 50 millions de dollars canadiens,.

### Chicoutimi
Chicoutimi se trouve à 36 km au nord de l'épicentre. Avec une population de 68 097 habitants en 2013 et une superficie de 172,6 km2, c'est l'un des arrondissements de Saguenay. À la suite du séisme, une équipe de trois ingénieurs représentant le comité national Canadien de génie sismique fut déployée sur place pour constater les dommages. Ceux-ci se sont principalement concentrés sur les endroits suivants : Le centre commercial de Place du Royaume, l'école secondaire Dominique Racine, le pavillon Sagamie et l'église Christ-Roi. Les dégâts observés à ces endroits étaient principalement des chutes de tuiles de plafond, de luminaires ou autres objets étant fixés inadéquatement. Des fentes dans des murs de maçonnerie non renforcés furent constatées à plusieurs endroits, mettant en évidence la fragilité de ce genre de structures. Lors de la secousse, certains éboulements mineurs se sont produits sur le bord des routes, dont la route 172.

### La Baie
Des dommages furent également constatés à Ville de la Baie (aujourd'hui un arrondissement de la municipalité de Saguenay). Toutefois, comme pour Chicoutimi, ceux-ci étaient mineurs. Les principaux dégâts étaient des fissures dans la maçonnerie de plusieurs bâtiments tels que l'édifice municipal, la congrégation religieuse des Filles de Sainte-Marie de la Présentation et des écoles primaires et secondaires. Le tremblement de terre n'empêcha toutefois pas l'édifice municipal, abritant les pompiers et les policiers, de rester opérationnel malgré une perte de courant de quelques heures. Des affaissements du sol ont également été observés sur la route 170 reliant Chicoutimi et la Baie ainsi que sur la route 381 entre Ville de la Baie et Ferland-et-Boilleau.

### Québec

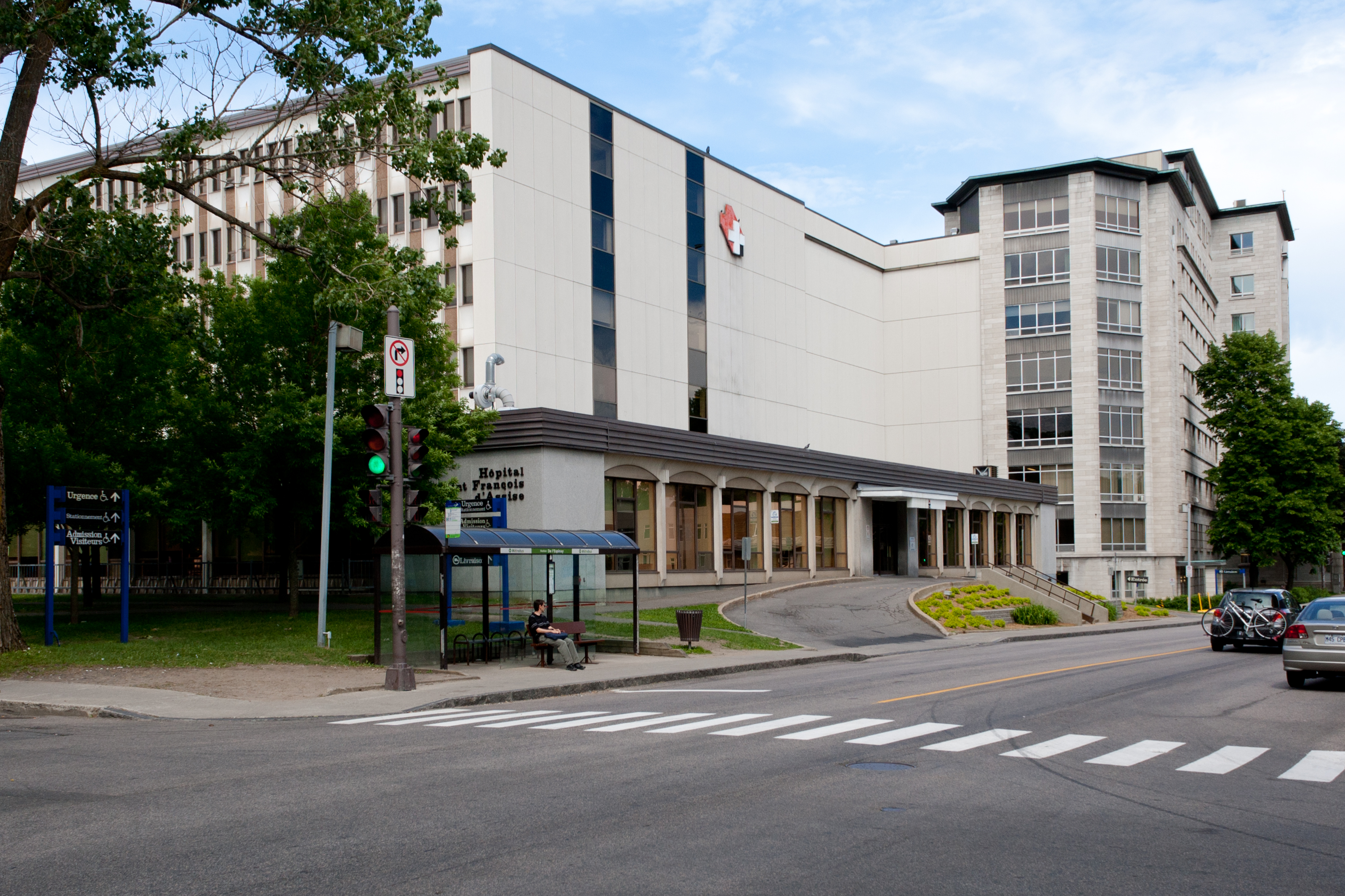
L'hôpital Saint-François d'Assise.

Dans la Ville de Québec, se trouvant à 150 km de l'épicentre, les dommages causés par le séisme de 1988 étaient moins significatifs que ceux des tremblements de terre précédents. En effet, en 1870 et 1925, deux séismes dont l'épicentre se trouvait dans la région de Charlevoix et Charlevoix-Kamouraska avaient secoué la région de la Capitale-Nationale plus sévèrement. 
C'est dans la basse ville que les dégâts sont les plus visibles. Ainsi, un des murs de l'hippodrome s'effondre et dut être démoli à la suite de l'événement. L'hôpital Christ-Roi subit quelques dommages mineurs comme des fissures dans ses murs tandis qu'à l'hôpital Saint-François d'Assise, les dégâts étaient plus importants. Les murs de l'aile B présentaient des fissures significatives et un ascenseur fut endommagé. De plus, deux cheminées subirent des bris majeurs, une d'entre elles s'étant même effondrée. On dénombre également plusieurs fenêtres brisées et de nombreux murs fissurés. La ville estime les dommages à ses infrastructures à 1,3 million de dollars, entre autres, au pont-tunnel Joseph-Samson.

### Montréal

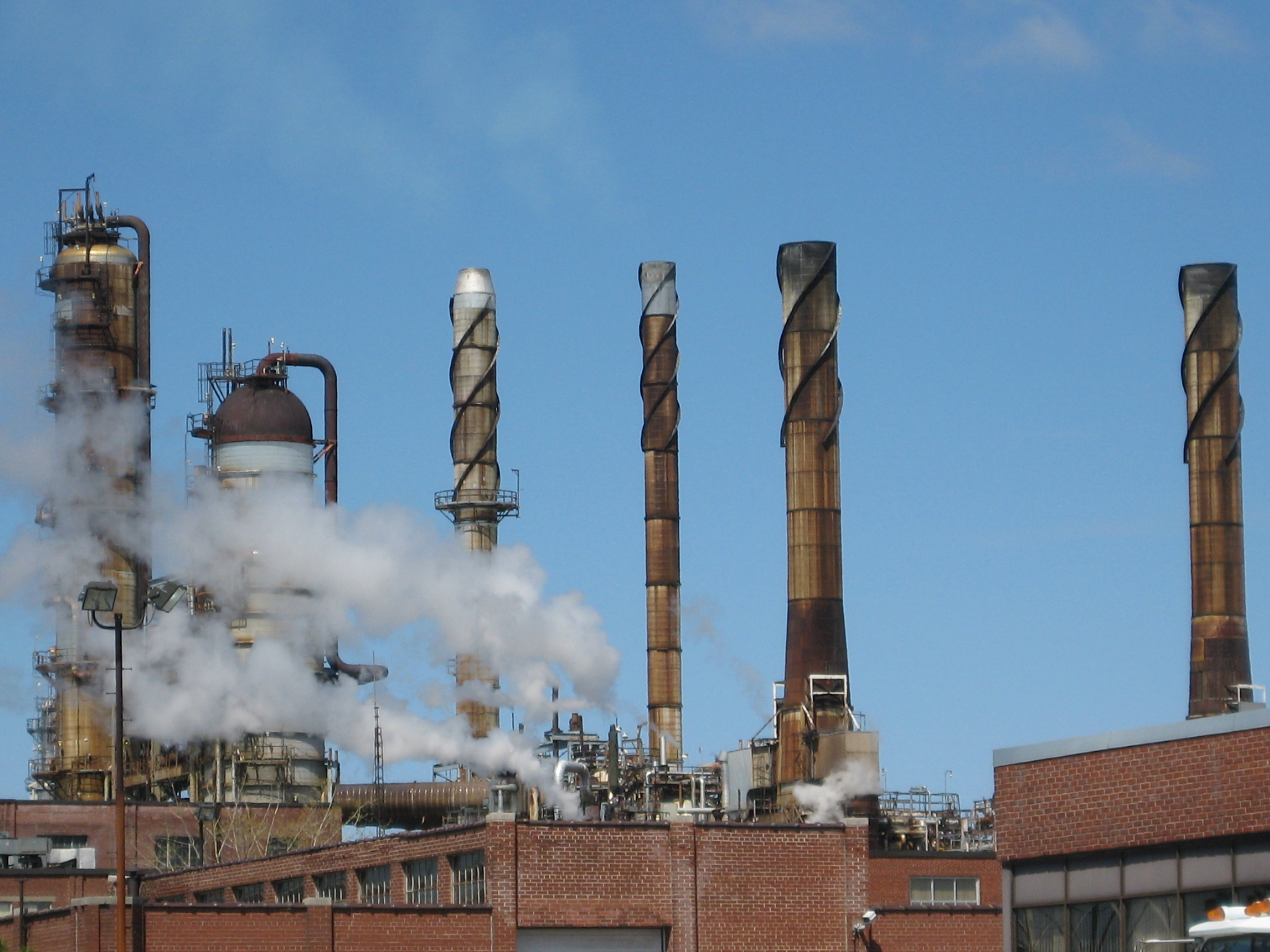
La raffinerie Shell a subi de légers dommages à la suite du tremblement de terre de 1988.

La Ville de Montréal fut également touchée par le séisme. Des fissures dans les murs ainsi que quelques rares incidents furent déclarés dans certaines habitations résidentielles sans toutefois être significatifs. Une tour de la raffinerie Shell subit la perte de plusieurs briques et on constate que du béton s'est effrité, mais sans plus. C'est à l'Hôtel de Ville que les bris les plus importants sont constatés. Plusieurs morceaux de revêtements en maçonnerie chutent de l'édifice et de grosses fissures se forment. L'édifice est déjà connu pour ses problèmes structurels et était sous enquête depuis 1983.